# Henryk Podsiadło
Henryk Podsiadło (ur. 1908, zm. 1945) – polski działacz ruchu ludowego, więzień obozów koncentracyjnych w Oświęcimiu i Neuengamme.

## Życiorys
Urodził się 27 grudnia 1908 w Włosnowicach w powiecie stopnickim, w rodzinie chłopskiej. W 1928 wstąpił do Związku Młodzieży Wiejskiej RP „Wici”, a w 1933 do Stronnictwa Ludowego, w którym w 1938 został członkiem zarządu wojewódzkiego w Kielcach. Za działalność polityczną był kilkakrotnie aresztowany w okresie dwudziestolecia międzywojennego. W czasie II wojny światowej wszedł w skład trójki powiatowej  ROCH-a. 11 listopada 1942 został aresztowany przez gestapo w Nowym Korczynie i osadzony w więzieniu w Kielcach. Po śledztwie został wywieziony do obozu koncentracyjnego, najpierw do Oświęcimia a później do Neuengamme koło Hamburga.